# Landesseniorenbeirat Berlin
Der Landesseniorenbeirat Berlin wurde durch das vom Senat von Berlin 2006 beschlossene Seniorenmitwirkungsgesetz Gesetz zur Stärkung der Mitwirkungsrechte der Seniorinnen und Senioren am gesellschaftlichen Leben im Land Berlin (Berliner Seniorenmitwirkungsgesetz – BerlSenG) vom 25. Mai 2006 auf eine rechtliche Grundlage gestellt.

## Ziele
Die Ziele des Landesseniorenbeirates Berlin schreibt das Berliner Seniorenmitwirkungsgesetz fest. Demnach sollen die aktive Beteiligung der Berliner Seniorinnen und Senioren am sozialen, kulturellen, gesellschaftlichen und politischen Leben gefördert, deren Erfahrungen und Fähigkeiten genutzt, die Beziehungen zwischen den Generationen verbessert, die Solidargemeinschaft weiterentwickelt sowie den Prozess des Älterwerdens in Würde und ohne Diskriminierung unter aktiver Eigenbeteiligung der Berliner Seniorinnen und Senioren gewährleistet werden. 

## Organisation
Der Landesseniorenbeirat Berlin besteht aus 25 Mitgliedern und setzt sich zusammen:
- aus den zwölf Vorsitzenden der bezirklichen Seniorenvertretungen,
- aus zwölf weiteren Vertreterinnen und Vertretern von Seniorenorganisationen, die von dem für Seniorinnen und Senioren zuständigen Mitglied des Senats von Berlin für die Dauer der Wahlperiode des Abgeordnetenhauses von Berlin berufen werden.
- aus einer oder einem von dem für Seniorinnen und Senioren zuständigen Mitglied des Senats zu berufenden Vertreterin oder Vertreter einer Seniorenorganisation oder eines Kompetenzzentrums, die oder der sich in Berlin für die Belange der Seniorinnen und Senioren mit Migrationshintergrund im Sinne des § 2 des Partizipations- und Integrationsgesetzes (= Externer Link) einsetzt:

## Aufgaben
Der Landesseniorenbeirat berät das Abgeordnetenhaus von Berlin und den Senat von Berlin in seniorenpolitisch wichtigen Fragen. Die für Seniorinnen und Senioren zuständige Senatsverwaltung stellt dem Landesseniorenbeirat die dafür erforderlichen Informationen zur Verfügung. Der Landesseniorenbeirat tagt regelmäßig und leistet Öffentlichkeitsarbeit. Er informiert die interessierte Öffentlichkeit, insbesondere die Seniorenorganisationen, über die bearbeiteten Themen und unterstützt die Verbreitung von Wissen über Rechtsvorschriften, die Seniorinnen und Senioren betreffen. Er informiert sich über die Umsetzung der Rechtsvorschriften vor Ort.
Der Landesseniorenbeirat wirkt im vorparlamentarischen Raum, um die Interessen älterer Bürger ab dem 60. Lebensjahr zu vertreten. 